# Ayres Thrush

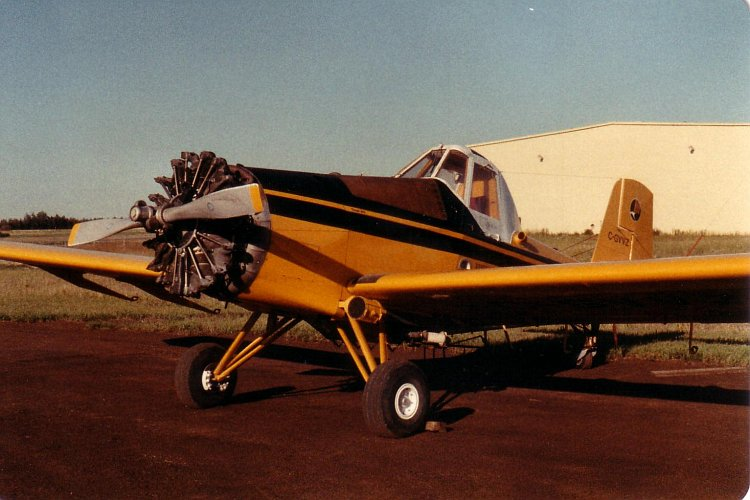
S2R mit Sternmotor Pratt & Whitney R-1340, 1984

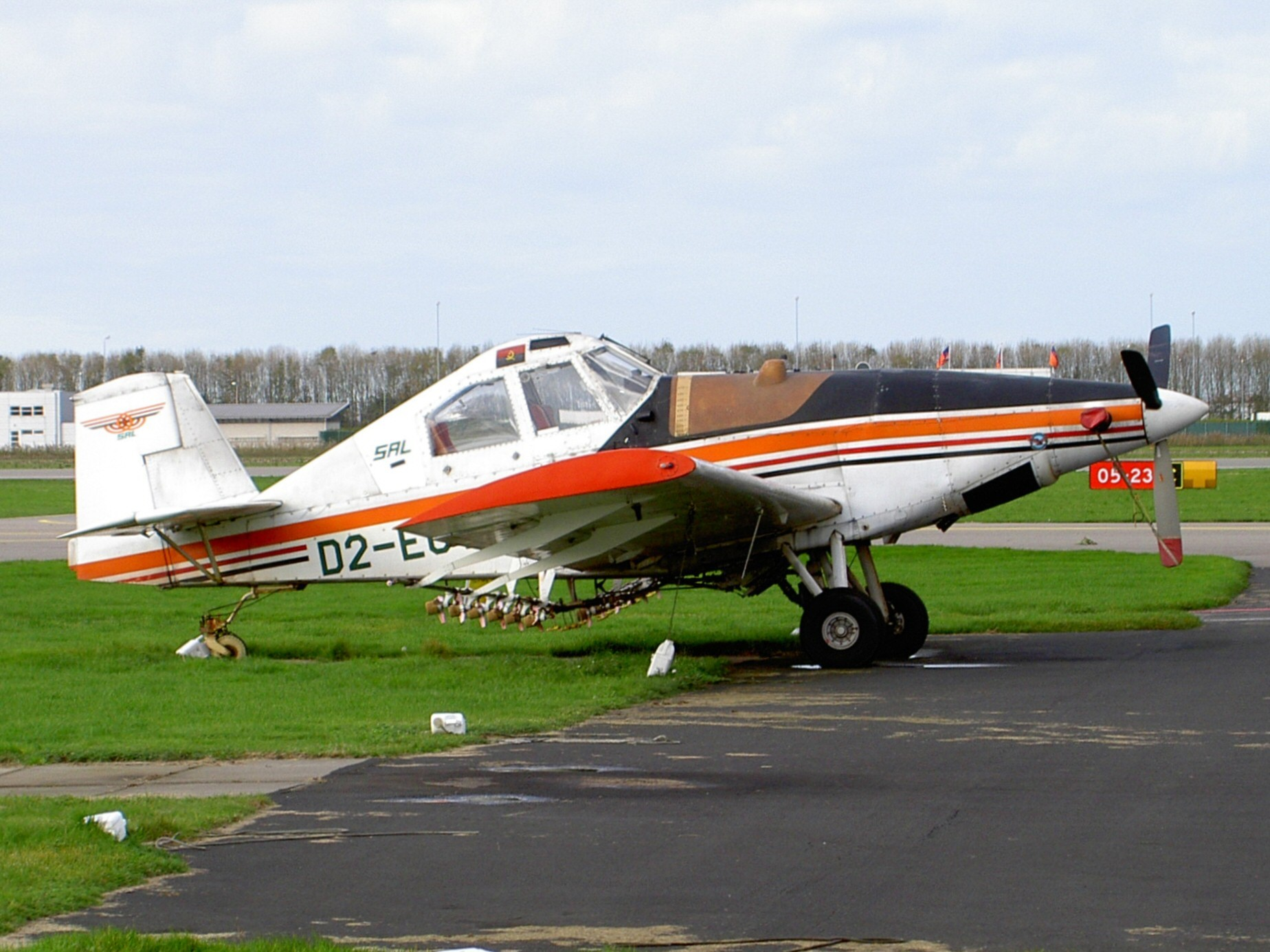
Turbo Thrush S2R-T34

Die Ayres Thrush ist ein Agrarflugzeug des US-amerikanischen Herstellers Ayres Corporation aus den 1970er Jahren. Das ursprünglich von Leland Snow als Snow S-2 entworfene Flugzeug war eines der ersten, das speziell für den Einsatz in der Landwirtschaft konstruiert wurde. Von 1965 bis 1977 wurde es anfänglich als Aero Commander Ag Commander S-2R, dann Rockwell Thrush Commander S-2R und nach der Übernahme der Agrarflugzeugsparte von Rockwell-North American durch Ayres als Ayres Thrush Commander S2R bezeichnet. Nach der Insolvenz von Ayres und der Neugründung von Thrush Aircraft wurde das Flugzeug weiterentwickelt und wird heute (2020) in unterschiedlichen Leistungsstufen als Thrush 510/550/710 vermarktet. Neben der ursprünglichen Verwendung als Agrarflugzeug wurden verschiedene Thrush-Versionen auch für Feuerlöscheinsätze, für die Vernichtung von Opiumfeldern und für Einsätze als leichtes Luftnahunterstützungsflugzeug entwickelt.

## Geschichte

### Agrarflugzeuge
Im November 1977 übernahm das neugegründete Unternehmen Ayres Corp. die Agrarflugzeugsparte von Rockwell-North American. Die beiden Versionen der Rockwell Thrush Commander S-2R mit Sternmotoren wurden nun als Ayres Thrush Commander S2R weitergebaut. Die erste von Ayres hergestellte Turbopropversion war die Ayres Turbo Thrush S2R (Version S2R-T34), die auf der Thrush Commander 600 basierte, aber ein 750 PS leistendes PT6A-34AG-Triebwerk einsetzte. Das Volumen des Sprühmittelbehälters (Hopper) konnte bei der Turbopropausführung auf 500 US-Gal. (1893 L) vergrößert werden. Gegenüber den Kolbenmotorausführungen wurde auch die Spannweite von 13,54 m auf 14,48 m vergrößert, wobei diese Änderung auch bei den Sternmotorversionen nachgerüstet werden konnte. Der Erstflug einer Turbo-Thrush fand bereits am 9. September 1975 statt, da Ayres vor der Aufnahme der eigenen Fertigung in Zusammenarbeit mit Serv-Aero Engineering einen Turboprop-Umrüstsatz für die Thrush Commander entwickelt hatte.
Ab dem Jahr 1979 wurden zweisitzige Versionen der Thrush und Turbo Thrush mit einem zweiten Cockpitsitz hinter dem des Piloten entwickelt. Damit konnte auch ein Techniker bzw. Belader oder der Winker gleichzeitig transportiert werden. Der Winker war für die Aufstellung von Markierungen zur exakten Einhaltung der Sprühwege zuständig. Zu Schulungszwecken war eine Doppelsteuerung installierbar.
Auch 1995 baute Ayres noch Thrush-Ausführungen mit Sternmotoren, wobei die Kunden zwischen unterschiedlichen Motoren wählen konnten. So wurde unter anderem auch eine Version S2R-R3S mit dem polnischen Sternmotor Pezetel PZL-3S mit 608 PS und die Leo-Thrush mit einem britischen Alvis Leonides mit 658 PS angeboten. Bei beiden Ausführungen war die Nachfrage jedoch zu gering, um eine längerfristige Produktion sicherzustellen. Die Standardausführungen verwendeten den Pratt & Whitney R-1340 (S2R-600) und den Wright R-1820 (S2R-510 Bull Thrush). Mit einer Leistung von 1215 PS galt die Bull Thrush seinerzeit als stärkstes Agrarflugzeug der Welt.
Das Muster S2RHG-T65 mit einem 1300 PS leistenden PT6A-65-Triebwerk erlaubte erstmals ein Startgewicht über 10.000 lb (4540 kg). Zwischen 1991 und 2003 stellte Ayres auch Turboprop-Versionen mit 680 PS, 850 PS und 1173 PS her. Zu diesen gehörten auch Varianten, die mit Garrett TPE331-6-Turboproptriebwerken ausgestattet waren. Auch diese können wahlweise mit 400 oder 500 US-Gal. Hoppern ausgerüstet werden. Wichtigster Vorteil des Garrett-Triebwerks ist sein deutlich günstigerer Preis gegenüber dem PT6A. Am 14. März 2000 erhielt Ayres die Musterzulassung für die vollständig neue 660 Turbo Thrush.

### Bekämpfung des Drogenanbaus
In den 1980er Jahren forderte die US-Regierung ein Sprühflugzeug mit großer Reichweite zur Bekämpfung des Marihuanaanbaus in Mittelamerika. Hierfür entwickelte Ayres eine spezielle Version der Thrush mit typischen Ausrüstungskomponenten kleiner Kampfflugzeuge. So besaß die S2R-T65/400 Turbo Thrush NEDS (Narcotics Eradication Delivery System, in Deutsch etwa Drogenvernichtungssystem) genannte Version eine Panzerung des doppelsitzigen Cockpits und des Triebwerkbereichs. Die Maschine besaß auch einen selbstdichtenden Zusatztank, der 63 Liter fasste für den Fall, dass der Haupttank getroffen würde. Als Antrieb diente ein PT6A-65A-Triebwerk mit 1376 PS. Zwischen 1983 und 1988 bestellte das U.S. State Department 19 Turbo Thrush NEDS zur Bekämpfung des Marihuanaanbaus und Vernichtung der Mohnernte im Rahmen der Operation Roundup in Belize, Birma, Kolumbien, Mexiko und Thailand. Nach einer anderen Quelle wurden bis Dezember 1990 acht einsitzige Exemplare hergestellt; gefolgt von der ab Oktober 1987 zehn Mal gebauten doppelsitzigen Version.
Das Herbizid Roundup wurde in einem 1515-Liter-Behälter mitgeführt und über den Drogenfeldern ausgebracht. Da die ausgewachsene Marihuanapflanze auch nach Aufbringen des Herbizids noch verwendet werden kann, erfolgte das Sprühen während des Heranreifens der Samenkörner. Als translozierendes Herbizid bewirkt die Aufbringung zu diesem Zeitpunkt eine Selbstüberdüngung der Pflanze. Sie schießt aus dem Boden und verwelkt dann plötzlich.

### Leichtes Luftnahunterstützungsflugzeug

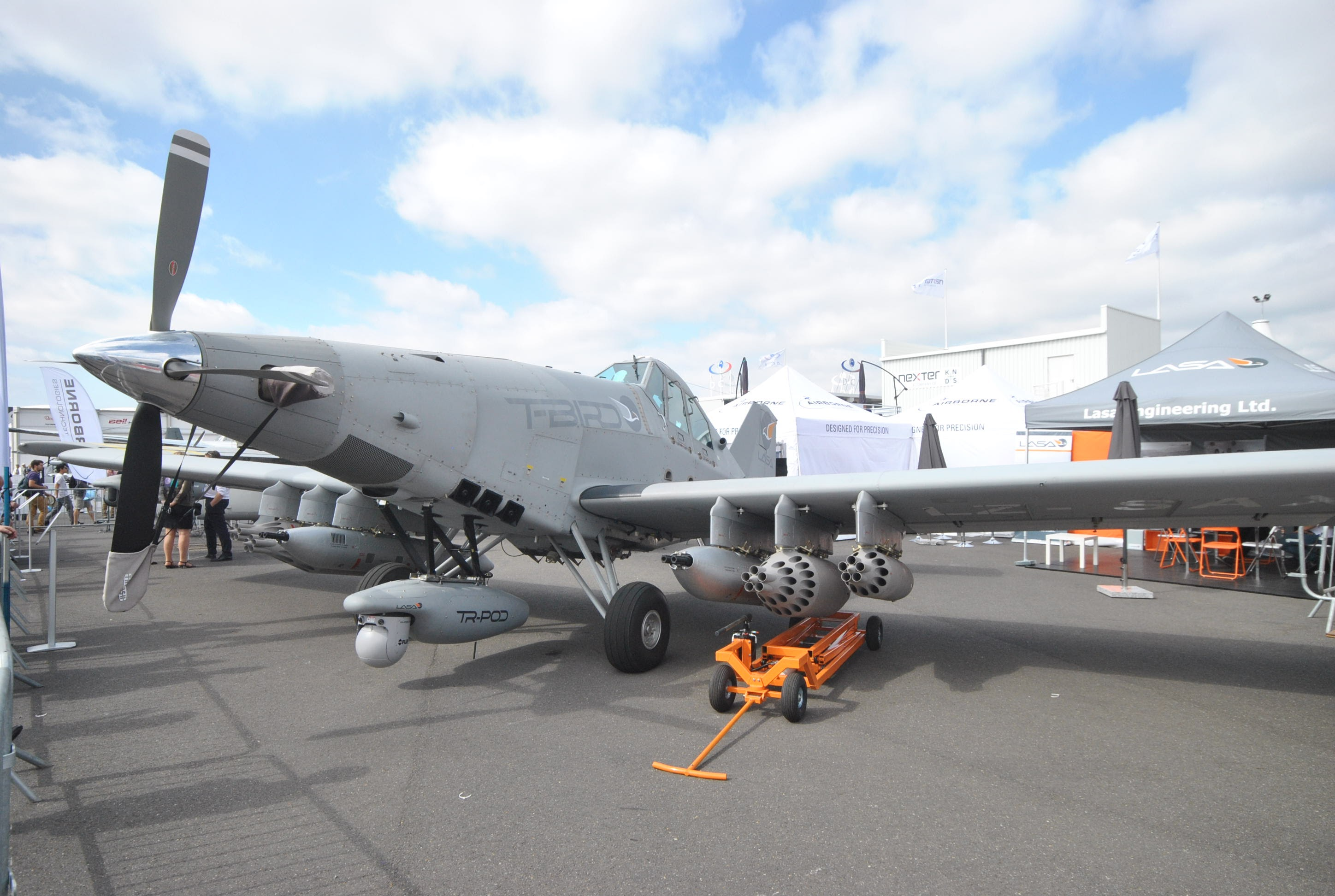
Maschine in Erdkampfversion 2017

Die Ayres V-1-A Vigilante war eine Erdkampfversion der Turbo Thrush NEDS, die Ayres in Zusammenarbeit mit dem US-Außenministerium und dem US Army Electro-Optical Survivability Program entwickelte. Der Prototyp mit dem Kennzeichen N3100A führte seinen Erstflug im Mai 1989 durch. Neben einem gepanzerten Cockpit und selbstdichtendem Zusatztank besitzt die Vigilante unter jeder Tragfläche vier NATO-kompatible Außenlaststationen und unter dem Rumpf drei Tandem-Aufhängungspunkte. Die beiden inneren Stationen können je bis zu 544 kg aufnehmen, während die drei äußeren Stationen jeder Tragfläche für Belastungen bis zu 158 kg ausgelegt sind.

## Versionen

### Erste Baumuster 1977
Ayres Thrush Commander 600Bezeichnung der Rockwell Thrush Commander S-2R mit 600-PS-Sternmotor nach der Übernahme der Agrarflugzeugsparte von Rockwell-North American
Ayres Thrush Commander 800ehemalige Rockwell Thrush Commander S-2R mit 800-PS-Sternmotor Wright R-1300
Die Bezeichnung Ayres Thrush Commander wurde kurz nach der Übernahme in Ayres Thrush geändert
Ayres S-2R-T Turbo ThrushSerienfertigung der Turbopropversion auf Grundlage des bisherigen Umrüstsatzes, wie Thrush Commander 600, aber PT6A-Triebwerk

### Baumuster bei Produktionseinstellung 2003
Ayres Turbo-Thrush S2R

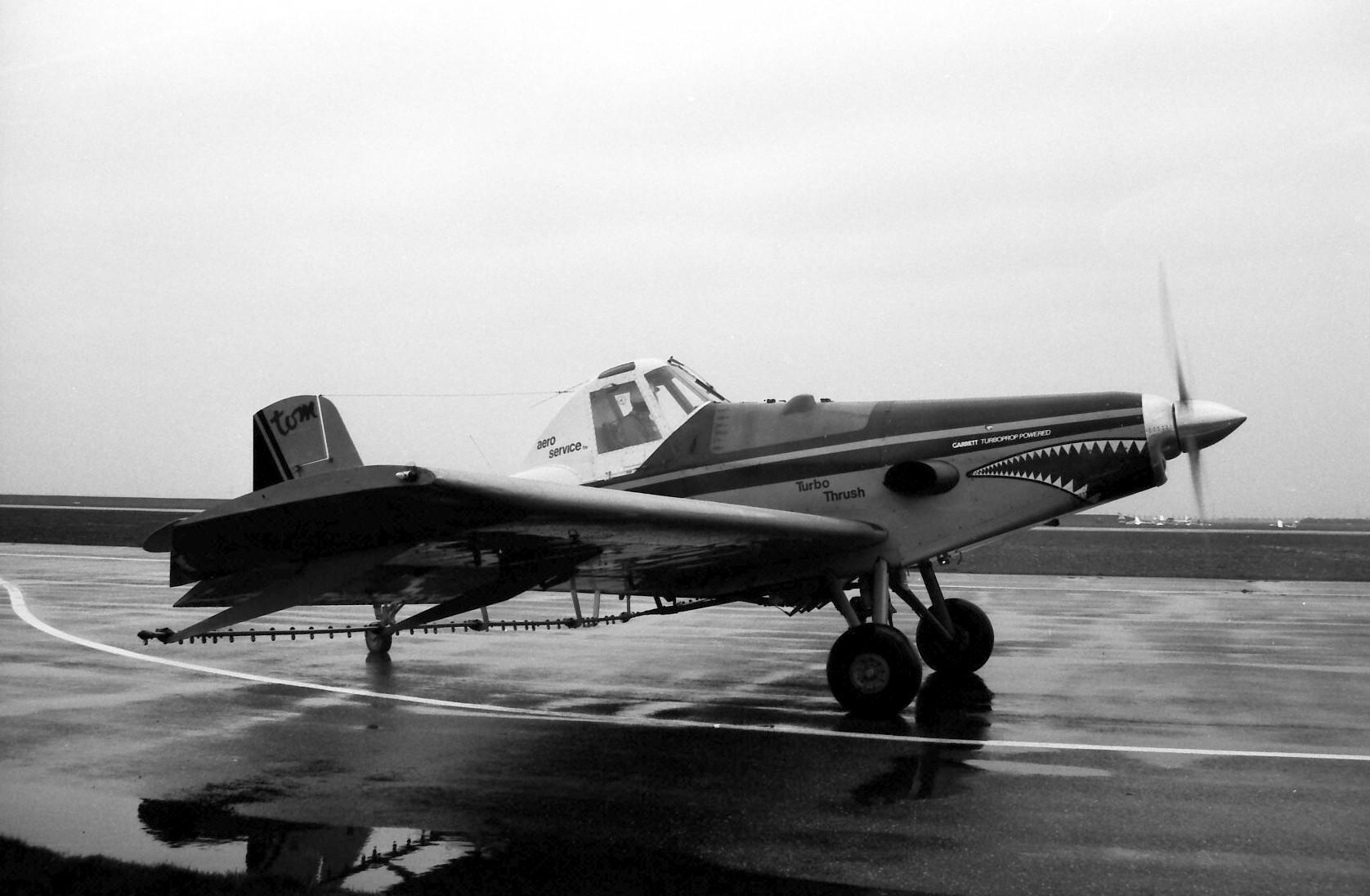
S2R mit Turboproptriebwerk Garrett TPE331

S2R-T11: 500 PS Pratt & Whitney Canada PT6A-11AG, 400 US-gal. Hopper
S2R-T15: 680 PS PT6A-15AG, 400 oder 510 US-gal. Hopper
S2R-T34: 750 PS PT6A-34AG, erhöhtes Startgewicht 4763 kg
S2R-T45: PT6A-45AG
S2R-T65 NEDS: Narcotics Eradication Delivery System, 1376 PS PT6A-65AG, Fünfblatt-Propeller, 19 Stück an US State Department
S2R-G1: 665 PS Garrett TPE331-1, 400 US-gal. Hopper
S2R-G6: 750 PS Garrett TPE331-6, optional 510 US-gal. Hopper
S2R-G10: 940 PS Garrett TPE331-10, Vierblattpropeller
Ayres 660 Turbo Thrush1230 PS PT6A-65AG oder 1050 PS PT6A-60

## Technische Daten
| Kenngröße                                     | Ayres Thrush Commander 800                             | Turbo-Thrush S2R                                  | 660 Turbo Thrush                                 |
| --------------------------------------------- | ------------------------------------------------------ | ------------------------------------------------- | ------------------------------------------------ |
| Besatzung                                     | 1                                                      | 1                                                 | 1                                                |
| Länge                                         | 8,89 m                                                 | 10,06 m                                           | 10,21 m                                          |
| Spannweite                                    | 13,51 m                                                | 14,48 m                                           | 16,46 m                                          |
| Höhe                                          | 2,79 m                                                 | 2,79 m                                            | 2,97 m                                           |
| Flügelfläche                                  | 30,34 m²                                               | 32,52 m²                                          | 37,16 m²                                         |
| Flügelstreckung                               | 6,0                                                    | 6,4                                               | 7,3                                              |
| Volumen des Sprühmittelbehälters              | 400 US-gal. (1514 L)                                   | 400 US-gal. (1514 L) oder 500 US-gal. (1893 L)    | 660 US-gal. (2500 L)                             |
| Leermasse                                     | 1860 kg                                                | 1633 bis 2223 kg                                  | 2880 kg                                          |
| max. Startmasse                               | 3538 kg                                                | 2721 bis 4763 kg                                  | 6418 kg                                          |
| Reisegeschwindigkeit                          | 220 km/h                                               | 241 km/h bei 55 % Leistung                        | 282 km/h bei 55 % Leistung                       |
| Arbeitsgeschwindigkeit (30 bis 50 % Leistung) | 185 bis 201 km/h                                       | 145 bis 241 km/h                                  | 185 bis 282 km/h                                 |
| Höchstgeschwindigkeit (Horizontalflug)        | 249 km/h                                               | 256 bis 302 km/h                                  |                                                  |
| Überführungsreichweite                        | 531 km bei 70 % Leistung                               | 1239 bis 1667 km bei 45 %                         | 966 km bei 50 %                                  |
| Triebwerke                                    | 1 × Siebenzylinder-Sternmotor Wright R-1300 mit 800 PS | 1 × Pratt & Whitney Canada PT6 mit 500 bis 780 PS | 1 × Pratt & Whitney Canada PT6A-65AG mit 1230 PS |